# Catherine d'Alençon (1452-1505)
Pour sa grand-tante, épouse de Pierre de Navarre et de Louis de Bavière, voir Catherine d'Alençon.
Catherine d'Alençon (1452 - 18 juillet 1505, château de Montjean) est une dame de la haute aristocratie française de la seconde moitié du XVe siècle. Fille du duc Jean II d'Alençon, elle épouse Guy XV de Laval.

## Biographie
Elle est la fille de Jean II, dit Le Beau, duc d'Alençon, et Marie d'Armagnac. Il ne faut pas la confondre avec sa grand-tante dont elle héritera, Catherine d'Alençon (morte en 1462), successivement femme de Pierre de Navarre et de Louis de Bavière.   
Elle se marie le 8 janvier 1461 (a.s.) avec Guy XV de Laval, de qui elle n'eut pas d'enfant. Veuve, elle testa et Voulut rendre son âme à Dieu, A Mon Jehan, moult beau lieu, le 18 juillet 1505. Elle est inhumée à la collégiale Saint-Tugal de Laval.

## Titres
Par ce mariage Guy XV devient ainsi le gendre du gentil duc des bataillons de Jeanne d'Arc et de sa seconde épouse Marie d'Armagnac - ainsi que le beau-frère de Marguerite de Lorraine. De son côté il  est, par sa mère Isabelle de Bretagne, à la fois arrière-petit-fils de Jeanne de Navarre et arrière-petit-fils du roi Charles VI et d'Isabeau de Bavière.
On sait que l'acte par lequel le roi Louis XI constate les conventions matrimoniales entre François de Laval (i.e. le futur Guy XV de Laval, qualifié alors de sire de Gavre, titre réservé selon la coutume familiale à l'héritier présomptif du chef de la Maison) et Catherine d'Alençon, fut entériné le 8 janvier 1462 (n.s.) à Tours; les épousailles cependant ne seront célébrées qu'en septembre de la même année en la ville d'Alençon.
À cette époque, Guy XV, tout en étant comte des comtés de Montfort de Bretagne et de Normandie, doté de sa femme de la terre valoisienne du Saosnois, apanagé de l'ancien comté de Gavre et d'autres lieux, n'était cependant pas encore seigneur de sa propre Maison, tout au plus seigneur associé. 
Louis XI, en mariant Catherine d'Alençon avec le futur Guy XV de Laval, avait fixé sa dot à 3000 livres de rentes, et obligé son père à donner les terres et la baronnie de la Guerche en Bretagne, la baronnie de Saosnois dans le Maine (entre Beaumont-le-Vicomte et Alençon), avec les terres et la châtellenie de Peray, ainsi que les fiefs d'Averton et d'Anthenaise. 
Guy XV consentit volontiers à recevoir le cas échéant tel autre bien qui lui serait assigné en dot par la suite, aux lieux et places de Peray et du pays de Saosnois (compris pour une valeur de 900 livres dans la rente de 3000). Mais en réalité cette stipulation restera sans effet : il usera bien du titre de sire de Saosnois.

## Mort
En 1499, Guy XV eut une attaque de paralysie, dont il demeura perclus d'esprit et de corps. Nicolas de Laval veut profiter de l'ensemble de l'héritage et se trouve en conflit avec Catherine, qui lui dispute tant que vit son mari. Il n'eut pas du reste à en attendre longtemps la pleine et entière jouissance. 
Guy XV meurt au château de Laval le 28 janvier 1501. Catherine meurt le 18 juillet 1505  au château de Montjean. Elle est enterrée à la collégiale Saint-Tugal de Laval le 30 juillet 1505.

## Héraldique
Il est possible que le sceau apposé le 26 novembre 1468 à un acte de Catherine d'Alençon en faveur de l'abbaye de Perseigne, plus ancienne abbaye cistercienne du Maine, fondée par ses ancêtres, soit une première trace datable dans l'histoire de son blason.
Malgré quelques incertitudes du dessin, reproduit par Gaignières, il fait tout de même ressortir, dans un mi-parti impeccable Alençon/Laval, le franc quartier de France du jeune héritier présomptif des pleines armes de Laval, et contribue à réduire singulièrement la croix de gueules aux coquilles d'argent cantonnée de ses alérions des Montmorency-Laval. La logique graphique semble procéder d'une rigueur implacable : le mi-parti de Catherine d'Alençon-Valois, associé au franc quartier de France de son mari, non encore chef de la Maison de son père, fils d'une fille de France… ne laisse subsister des pleines armes de l'illustre Maison des Montmorency-Laval que le troisième quartier. 
Un second type de sceau, non daté mais datable autour de 1480, associe le mi-parti de France à un écartelé aux 1 et 4 de France/aux 2 et 3 de Montmorency-Laval.